# Christian Härle
Christian Härle (* 28. Juni 1894 in Kleiningersheim, heute Ingersheim (Neckar); † 8. November 1950 in Stuttgart) war ein deutscher Politiker der SPD.

## Leben und Beruf
Härle wuchs als Sohn eines Landwirts und Weingärtners auf. Er besuchte nach der Volksschule eine allgemeine Fortbildungsschule und war als Hilfsarbeiter tätig. 1912 begann er eine Lehre im Rathaus von Großingersheim und war danach in der Allgemeinen Ortskrankenkasse für den Oberamtsbezirk Cannstatt sowie bei verschiedenen Versicherungen tätig. 1920 wird er zum Arbeitersekretär der Stuttgarter freien Gewerkschaften berufen, außerdem gehörte er nunmehr dem Bezirksausschuss des Allgemeinen Deutschen Gewerkschaftsbundes für Württemberg, Baden und die Pfalz an. Im Januar 1930 wurde Härle als Hilfsberichterstatter zum hauptamtlichen Mitglied des Vorstands der Landesversicherungsanstalt Württemberg berufen. Daneben gehörte er dem Vorstand des Württembergischen Landesfürsorgeverbandes, dem Stuttgarter Städtetag, dem Ortsschulrat und dem Gewerbeortsschulrat der Stadt Stuttgart an.
Am 30. März 1933 wurde Härle aus politischen Gründen aus seinem Vorstandsamt der LVA Württemberg entlassen, wenig später nahm ihn die Gestapo im KZ Heuberg in sogenannte „Schutzhaft“. Nach seiner Entlassung ging er einer neuen Tätigkeit als Makler für Grundstücke und Hypotheken nach und schloss sich einer Gruppe Gewerkschafter an, die im Kontakt mit der Widerstandsgruppe um Carl Friedrich Goerdeler stand. Im August 1942 wurde er Personalsachbearbeiter in einer Stuttgarter Straßenbaugesellschaft. Am 20. August 1944 wurde er im Rahmen der „Aktion Gewitter“ verhaftet und im KZ Dachau inhaftiert, aus dieser Haft wurde er am 16. September 1944 entlassen. Im August 1945 wurde Härle schließlich zum Präsidenten und Leiter der LVA Württemberg ernannt, dies blieb er bis 1950.

## Politik
Nachdem er bereits zwei Jahre zuvor Gewerkschaftsmitglied wurde, trat Härle 1911 in die SPD ein. 1920 wurde er deren Vorsitzender im Parteibezirk Stuttgart-Stöckach. 1922 wurde er in den Stuttgarter Stadtrat gewählt. Später wurde er zunächst zweiter und schließlich erster Vorsitzender des SPD-Bezirks Stuttgart-West.
1946 wurde Härle über die Landesliste in die Verfassunggebende Landesversammlung für Württemberg-Baden gewählt. Im selben Jahr erfolgte seine Wahl in den Landtag, auch diesmal über die Landesliste. Er verstarb nur wenige Tage vor Ende der Wahlperiode.

## Ehrungen
In Ingersheim wurde der Christian-Härle-Weg nach ihm benannt. 2017 wurde im Verwaltungsgebäude der DRV Baden-Württemberg in Stuttgart-Freiberg eine Gedenktafel eingeweiht. Unweit des Gebäudes soll zukünftig der Christian-Härle-Platz an ihn erinnern.